# Grand Prix Singapuru 2018
Grand Prix Singapuru 2018 (oficiálně Formula 1 2018 Singapore Airlines Singapore Grand Prix) se jela na okruhu Marina Bay Street Circuit v Marina Bay v Singapuru dne 16. září 2018. Závod byl patnáctým v pořadí v sezóně 2018 šampionátu Formule 1.

## Kvalifikace
| Poř.                       | No. | Jezdec            | Konstruktér               | Časy v kvalifikaci | Časy v kvalifikaci | Časy v kvalifikaci | Pořadí na startu |
| Poř.                       | No. | Jezdec            | Konstruktér               | Q1                 | Q2                 | Q3                 | Pořadí na startu |
| -------------------------- | --- | ----------------- | ------------------------- | ------------------ | ------------------ | ------------------ | ---------------- |
| 1                          | 44  | Lewis Hamilton    | Mercedes                  | 1:39.403           | 1:37.344           | 1:36.015           | 1                |
| 2                          | 33  | Max Verstappen    | Red Bull Racing-TAG Heuer | 1:38.751           | 1:37.214           | 1:36.334           | 2                |
| 3                          | 5   | Sebastian Vettel  | Ferrari                   | 1:38.218           | 1:37.876           | 1:36.628           | 3                |
| 4                          | 77  | Valtteri Bottas   | Mercedes                  | 1:39.291           | 1:37.254           | 1:36.702           | 4                |
| 5                          | 7   | Kimi Räikkönen    | Ferrari                   | 1:38.534           | 1:37.194           | 1:36.794           | 5                |
| 6                          | 3   | Daniel Ricciardo  | Red Bull Racing-TAG Heuer | 1:38.153           | 1:37.406           | 1:36.996           | 6                |
| 7                          | 11  | Sergio Pérez      | Force India-Mercedes      | 1:38.814           | 1:38.342           | 1:37.985           | 7                |
| 8                          | 8   | Romain Grosjean   | Haas-Ferrari              | 1:38.685           | 1:38.367           | 1:38.320           | 8                |
| 9                          | 31  | Esteban Ocon      | Force India-Mercedes      | 1:38.912           | 1:38.534           | 1:38.365           | 9                |
| 10                         | 27  | Nico Hülkenberg   | Renault                   | 1:38.932           | 1:38.450           | 1:38.588           | 10               |
| 11                         | 14  | Fernando Alonso   | McLaren-Renault           | 1:39.022           | 1:38.641           |                    | 11               |
| 12                         | 55  | Carlos Sainz Jr.  | Renault                   | 1:39.103           | 1:38.716           |                    | 12               |
| 13                         | 16  | Charles Leclerc   | Sauber-Ferrari            | 1:39.206           | 1:38.747           |                    | 13               |
| 14                         | 9   | Marcus Ericsson   | Sauber-Ferrari            | 1:39.366           | 1:39.453           |                    | 14               |
| 15                         | 10  | Pierre Gasly      | Scuderia Toro Rosso-Honda | 1:39.614           | 1:39.691           |                    | 15               |
| 16                         | 20  | Kevin Magnussen   | Haas-Ferrari              | 1:39.644           |                    |                    | 16               |
| 17                         | 28  | Brendon Hartley   | Scuderia Toro Rosso-Honda | 1:39.809           |                    |                    | 17               |
| 18                         | 2   | Stoffel Vandoorne | McLaren-Renault           | 1:39.864           |                    |                    | 18               |
| 19                         | 35  | Sergej Sirotkin   | Williams-Mercedes         | 1:41.263           |                    |                    | 19               |
| 20                         | 18  | Lance Stroll      | Williams-Mercedes         | 1:41.334           |                    |                    | 20               |
| 107% času vítěze: 1:45.023 |     |                   |                           |                    |                    |                    |                  |
| Zdroj:                     |     |                   |                           |                    |                    |                    |                  |

## Závod
| Poř.   | No. | Jezdec            | Konstruktér               | Počet kol | Čas/Odstoupení | Pořadí na startu | Body |
| ------ | --- | ----------------- | ------------------------- | --------- | -------------- | ---------------- | ---- |
| 1      | 44  | Lewis Hamilton    | Mercedes                  | 61        | 1:51:11.611    | 1                | 25   |
| 2      | 33  | Max Verstappen    | Red Bull Racing-TAG Heuer | 61        | +8.961         | 2                | 18   |
| 3      | 5   | Sebastian Vettel  | Ferrari                   | 61        | +39.945        | 3                | 15   |
| 4      | 77  | Valtteri Bottas   | Mercedes                  | 61        | +51.930        | 4                | 12   |
| 5      | 7   | Kimi Räikkönen    | Ferrari                   | 61        | +53.001        | 5                | 10   |
| 6      | 3   | Daniel Ricciardo  | Red Bull Racing-TAG Heuer | 61        | +53.982        | 6                | 8    |
| 7      | 14  | Fernando Alonso   | McLaren-Renault           | 61        | +1:43.011      | 11               | 6    |
| 8      | 55  | Carlos Sainz Jr.  | Renault                   | 60        | +1 kolo        | 12               | 4    |
| 9      | 16  | Charles Leclerc   | Sauber-Ferrari            | 60        | +1 kolo        | 13               | 2    |
| 10     | 27  | Nico Hülkenberg   | Renault                   | 60        | +1 kolo        | 10               | 1    |
| 11     | 9   | Marcus Ericsson   | Sauber-Ferrari            | 60        | +1 kolo        | 14               |      |
| 12     | 2   | Stoffel Vandoorne | McLaren-Renault           | 60        | +1 kolo        | 18               |      |
| 13     | 10  | Pierre Gasly      | Scuderia Toro Rosso-Honda | 60        | +1 kolo        | 15               |      |
| 14     | 18  | Lance Stroll      | Williams-Mercedes         | 60        | +1 kolo        | 20               |      |
| 15     | 8   | Romain Grosjean   | Haas-Ferrari              | 60        | +1 kolo        | 8                |      |
| 16     | 11  | Sergio Pérez      | Force India-Mercedes      | 60        | +1 kolo        | 7                |      |
| 17     | 28  | Brendon Hartley   | Scuderia Toro Rosso-Honda | 60        | +1 kolo        | 17               |      |
| 18     | 20  | Kevin Magnussen   | Haas-Ferrari              | 59        | +2 kola        | 16               |      |
| 19     | 35  | Sergej Sirotkin   | Williams-Mercedes         | 59        | +2 kola        | 19               |      |
| Ret    | 31  | Esteban Ocon      | Force India-Mercedes      | 0         | Kolize         | 9                |      |
| Zdroj: |     |                   |                           |           |                |                  |      |

Poznámky
1. ↑  Romain Grosjean obdržel penalizaci 5 sekund za ignorování modrých vlajek.

## Průběžné pořadí po závodě
Pohár jezdců
|  | Pořadí | Jezdec           | Body |
|  | ------ | ---------------- | ---- |
|  | 1      | Lewis Hamilton   | 281  |
|  | 2      | Sebastian Vettel | 241  |
|  | 3      | Kimi Räikkönen   | 174  |
|  | 4      | Valtteri Bottas  | 171  |
|  | 5      | Max Verstappen   | 148  |

Pohár konstruktérů
|  | Pořadí | Konstruktér               | Body |
|  | ------ | ------------------------- | ---- |
|  | 1      | Mercedes                  | 452  |
|  | 2      | Ferrari                   | 415  |
|  | 3      | Red Bull Racing-TAG Heuer | 274  |
|  | 4      | Renault                   | 91   |
|  | 5      | Haas-Ferrari              | 76   |